# Стінка-Криве
Сті́нка-Криве́ — ботанічна пам'ятка природи місцевого значення в Україні. Розташована на території Чортківського району Тернопільської області, біля села Бедриківці, в лісовому урочищі «Криве».
Площа 5 га. Статус отриманий у 1971 році. Перебуває у віданні ДП «Чортківське лісове господарство» (Заліщицьке лісництво, кв. 80).
Статус надано з метою збереження лучно-степових та скельних фітоценозів. Особливо цінними є: мигдаль степовий, півники злаколисті, цибуля подільська, молодило руське, вишня кущова, ефедра двоколоса.
У 2010 р. увійшла до складу національного природного парку «Дністровський каньйон».